# 劉泳
劉泳（14世紀—15世紀），字溥淵，南直隸寧國府涇縣人，明朝政治人物。

## 生平
劉泳是北宋侍御史劉琦的後裔，博學多聞而遵循禮法，是建文元年（1399年）己卯科應天鄉試舉人，授臨湘訓導，調獻縣教諭，歷任浦江、蕭山教諭，四次任內啟迪儒生有法，又四次擔任鄉試同考官善於鑑察，致仕後在家去世，浦江人追念其德，在白佛寺設位憑弔哭，私諡懿敏先生。

## 引用
1. 1 2  民國《涇縣志·卷十七·人物》：明劉泳，字溥淵，宋侍御琦之裔，博物洽聞，動循禮法，建文己卯由舉人授臨湘訓導，歷遷獻縣、浦江、蕭山教諭，四任師儒訓迪有方，四典闈試善衡鑑，致仕卒于家。浦江父老追念其德，為位于白佛寺哭之，私諡懿敏先生。 錢鄭二志